# Fatehpur Sikri

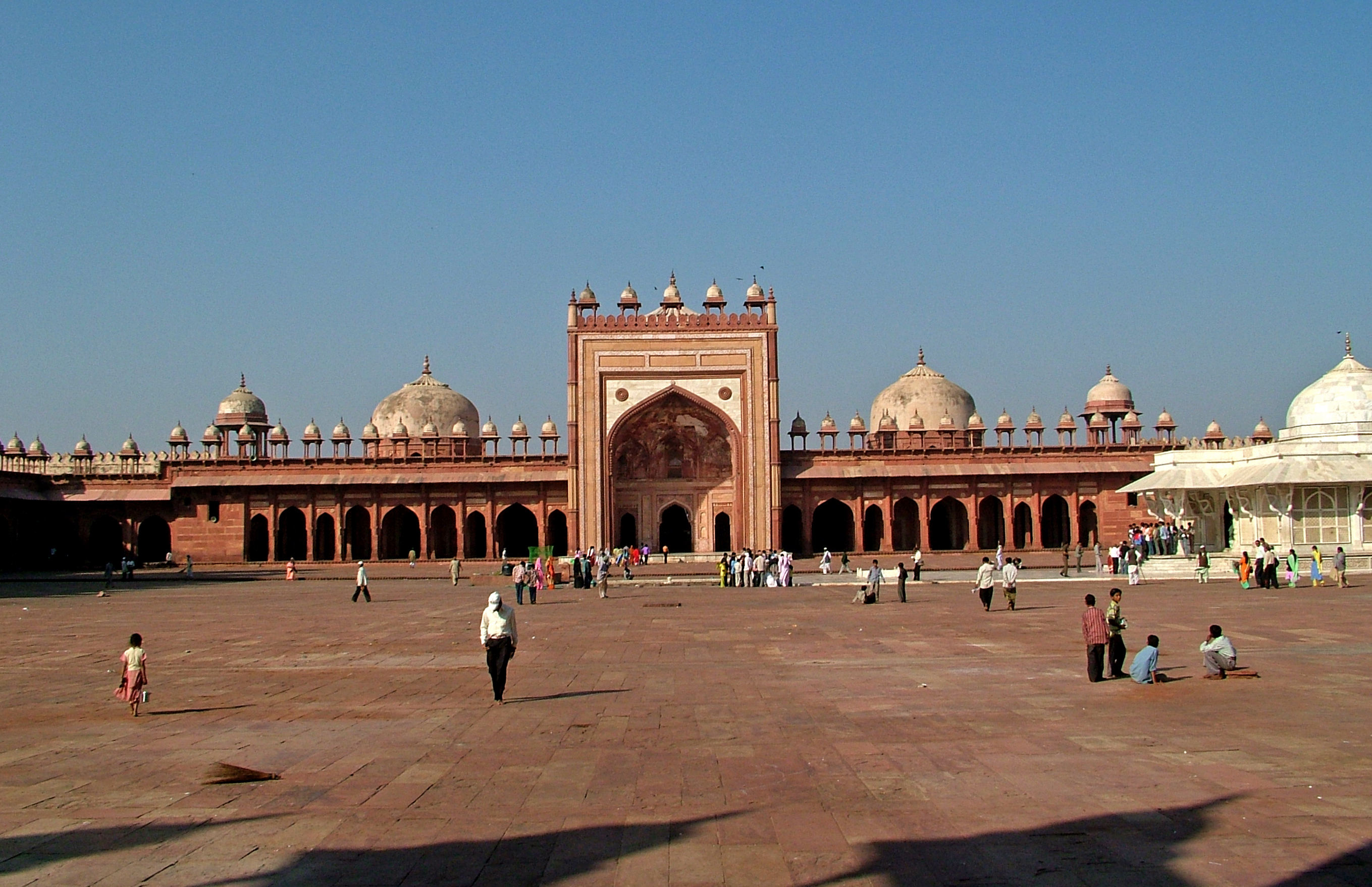
Jama Masjid

Fatehpur Sikri (hindi: फतेहपूर सिकरी, urdú: فتحپور سیکری) és una ciutat i municipi de l'Índia al districte d'Agra (Uttar Pradesh). La població el 2001 era de 28.754 habitants. La ciutat històrica fou construïda per l'emperador mogol Akbar el 1570, i fou capital entre 1571 i 1585, quan fou abandonada per raons incertes. Les restes de la ciutat, força ben conservades, són una atracció turística i han estat declarades Patrimoni de la Humanitat per la UNESCO.

## Història
Akbar va restaurar el fort d'Agra vers 1560 i hi va establir la capital; amb la seva dona Mariam-uz-Zamani va tenir un fill i després bessons, però aquestos van morir; llavors, l'emperador va consultar un santó sufita anomenat Salim Chishti, que vivia com a eremita al poblet de Sikri prop d'Agra, el qual va predir que Akbar tindria un altre fill, i efectivament un fill va néixer a Sikir el 1569 i fou batejat Salim com el santó (fou el futur Jahangir). El 1570, Akbar va decidir construir el palau reial i una ciutat a Sikri. Fateh és una paraula àrab que vol dir 'victòria', i li fou donat el nom per la victòria de Baber el 1526 sobre Rana Sanga en la Batalla de Khanwa, a 40 km d'Agra. Durant anys, Fatehpur Sikri va compatir capitalitat amb Agra.
El 1585, fou abandonada i la capital establerta a Lahore. Les raons no se'n coneixen, però podria estar relacionat amb la manca d'aigua o que Lahore estava millor situada per a fer operacions a Pèrsia i Afganistan.

### Principals edificis

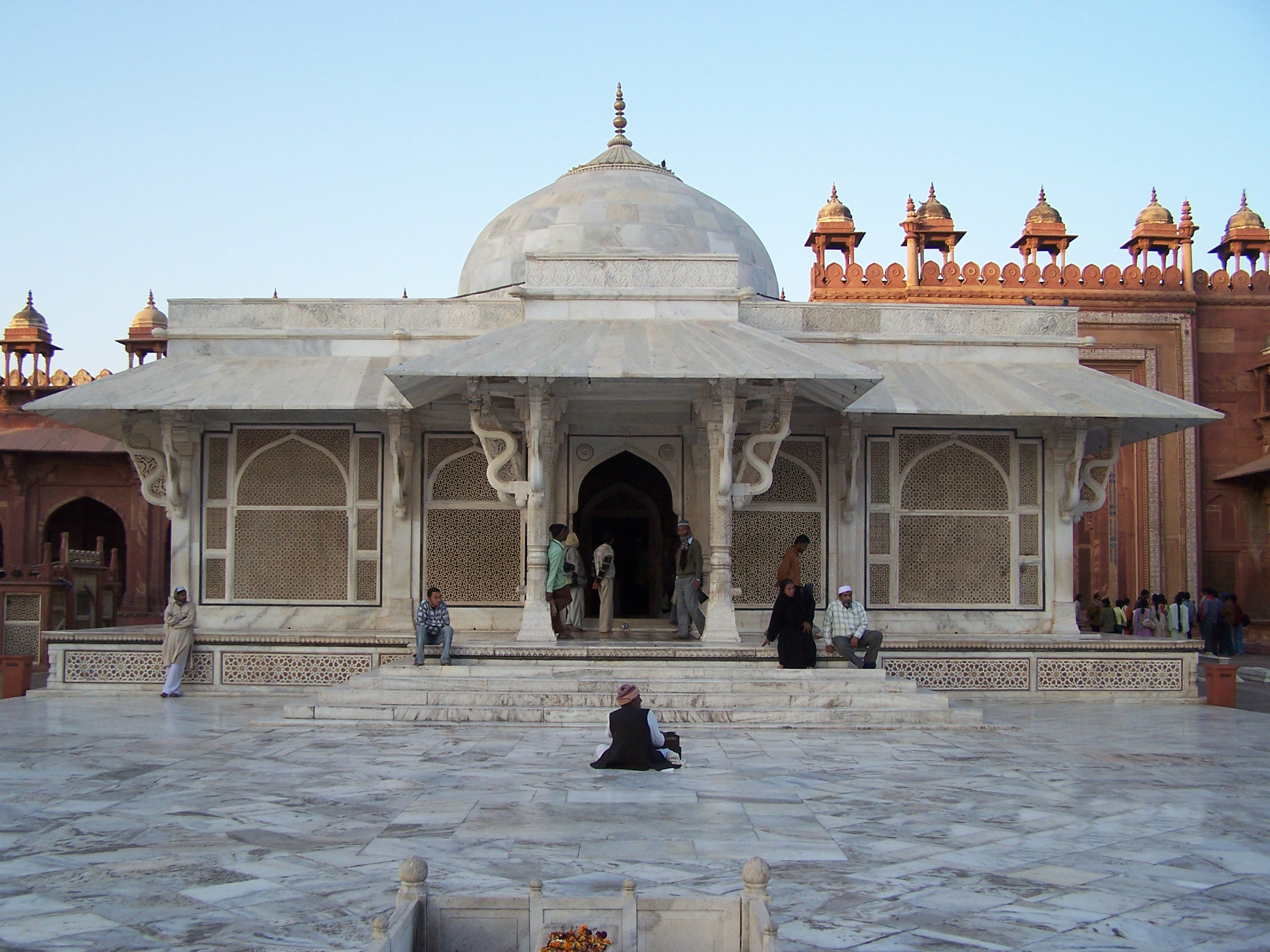
Tomba de Salim Chisti a Fatehpur Sikri

Els edificis estan construïts principalment amb rajola d'arena vermella extreta del mateix lloc. Els principals en són:
- Naubat Khana, casa dels Tambors on es feien els gran anuncis
- Diwan-i-Am, sala d'audiències públiques
- Diwan-i-Khas, sala d'audiències privades, famosa pel seu pilar central
- Casa de Raja Birbal, la casa del ministre favorit d'Akbar (que era hindú)
- Palau de Mariam-uz-Zamani, l'edifici de l'esposa d'Akbar
- Pati Pachisi, un mercat quadrat
- Char Chaman, una cisterna
- Panch Mahal, palau de cinc plantes amb 176 columnes a la planta baixa
- Jama Masjid, la mesquita
- Tomba de Salim Chisti, tomba de marbre blanc, al pati interior de la Jama Masjid
- Buland Darwaza, porta de la Magnificència, que portava a la Jama Masjid

## Galeria

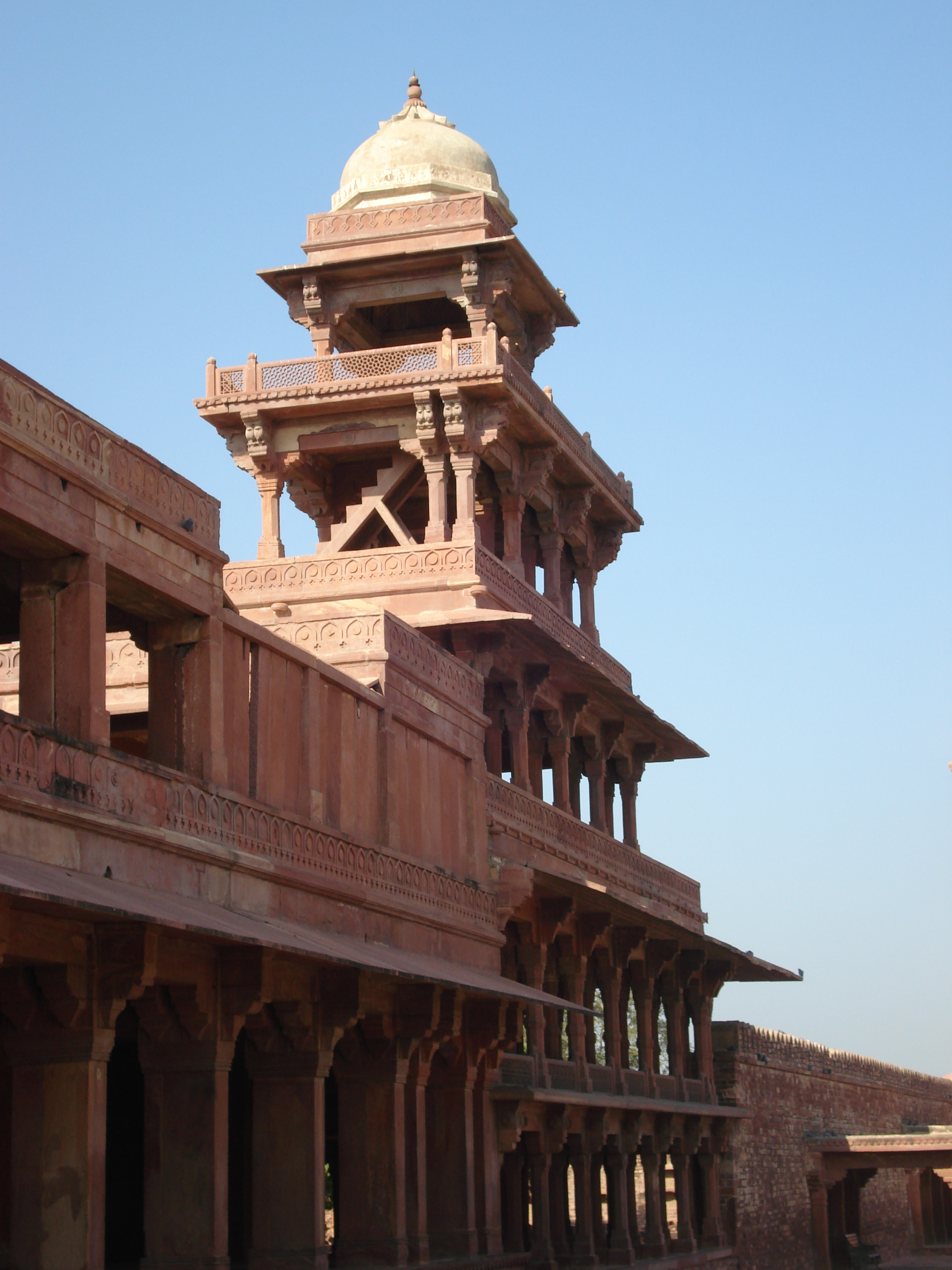
Edifici de Fatehpur Sikri
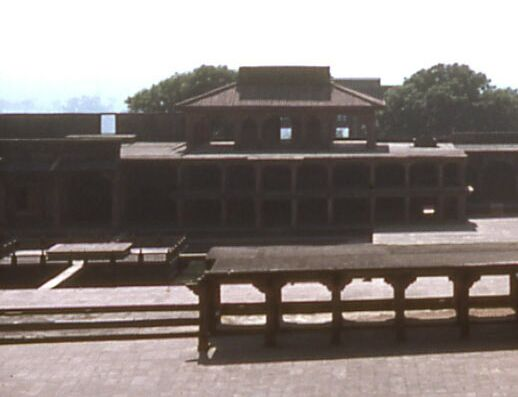
Cambra d'audiències
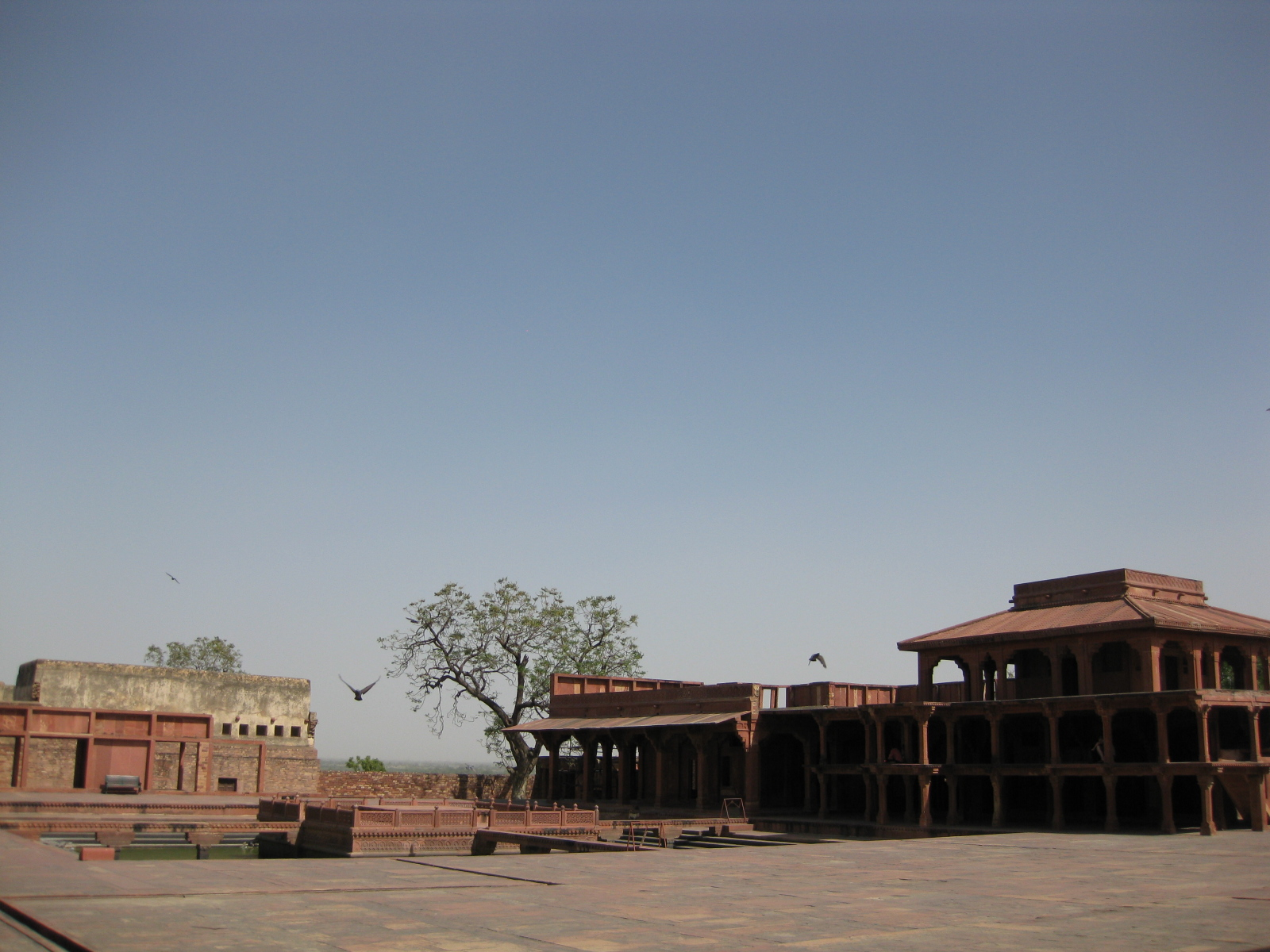
Cambra d'audiències
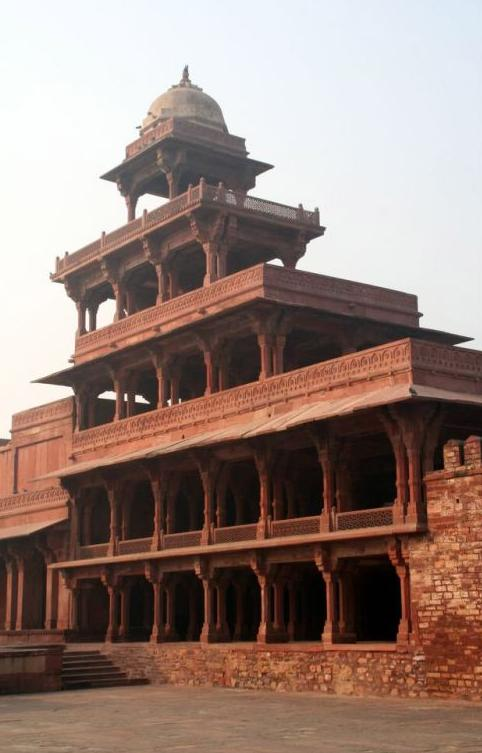
Panch Mahal
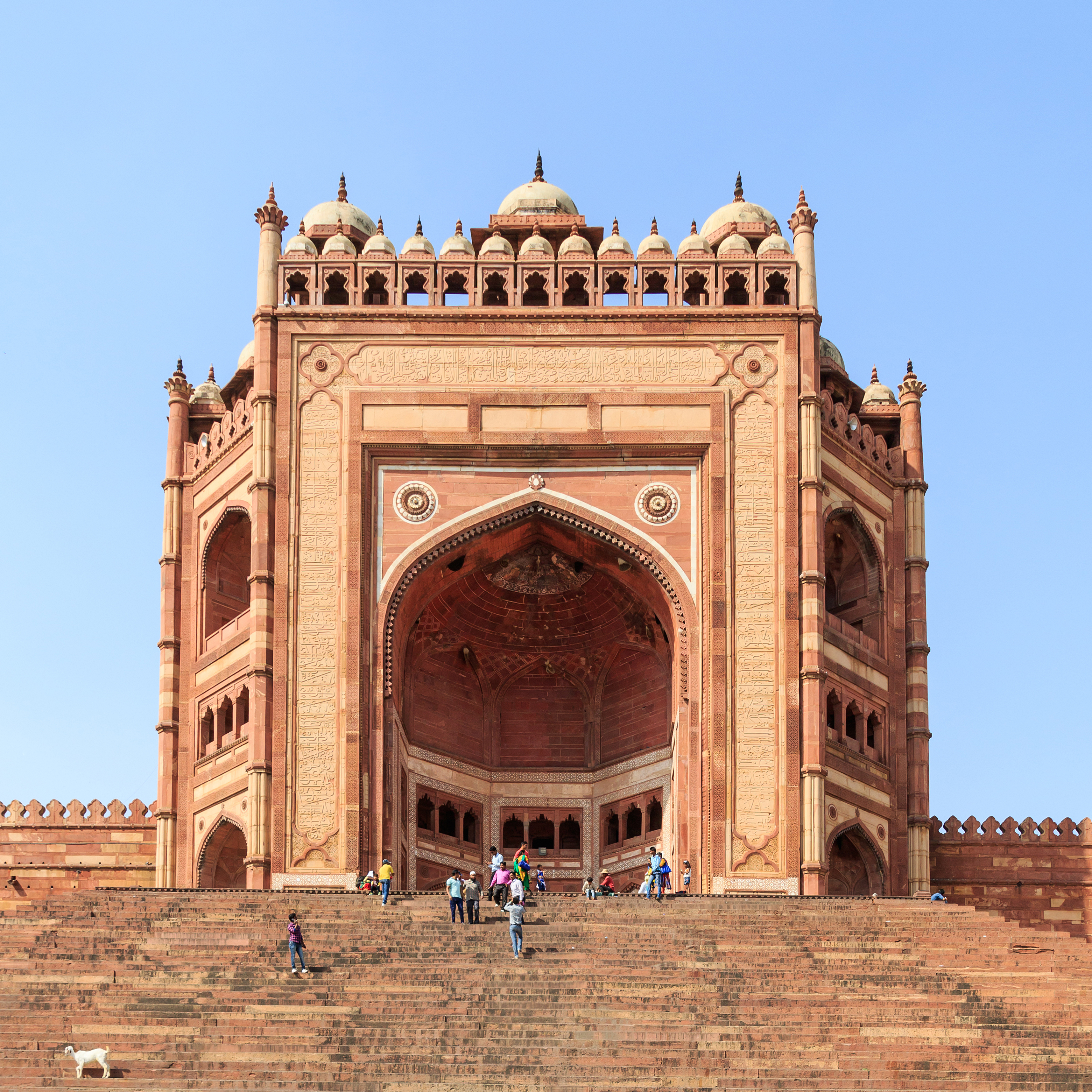
Buland Darwaza
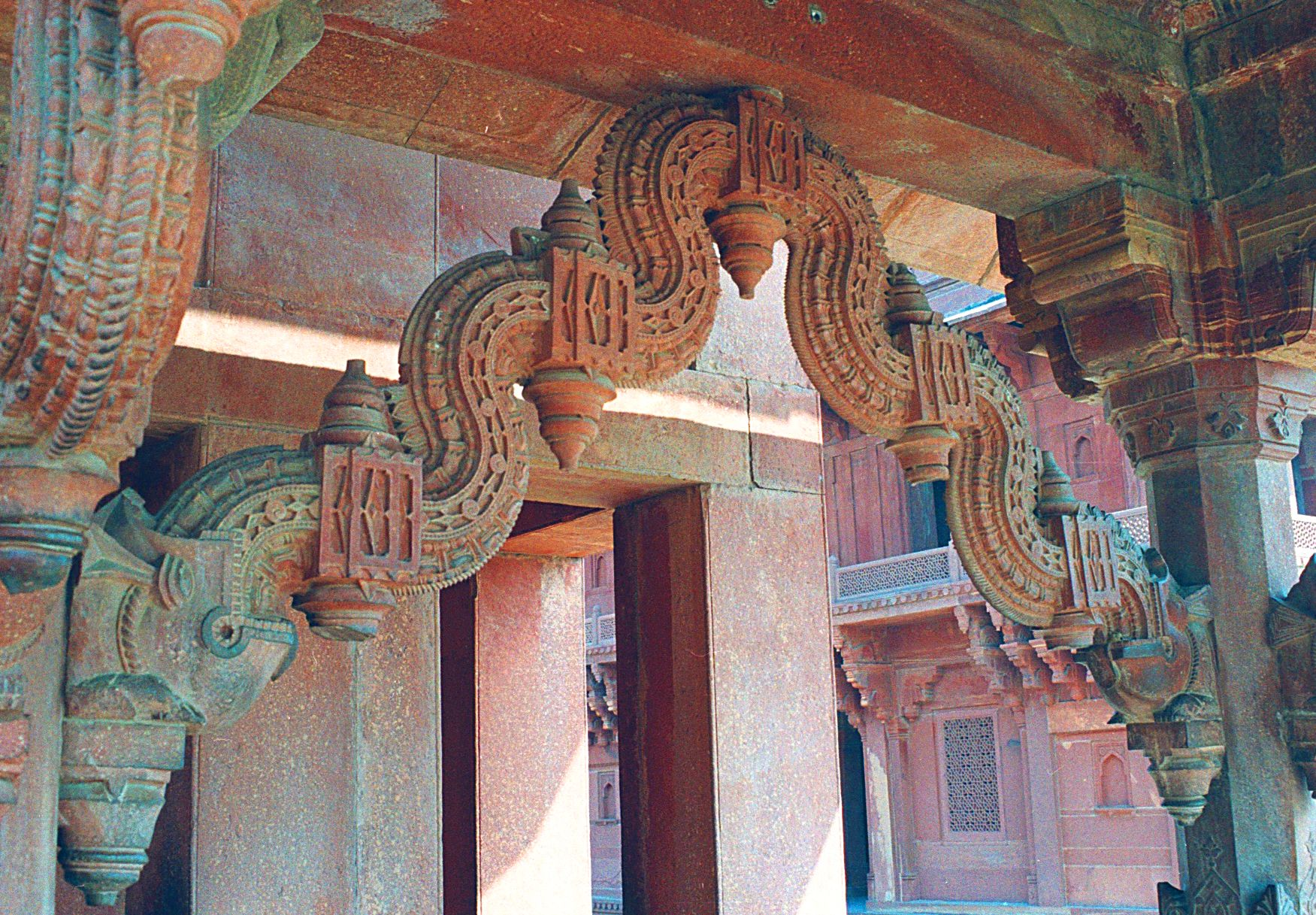
Detall del gravat
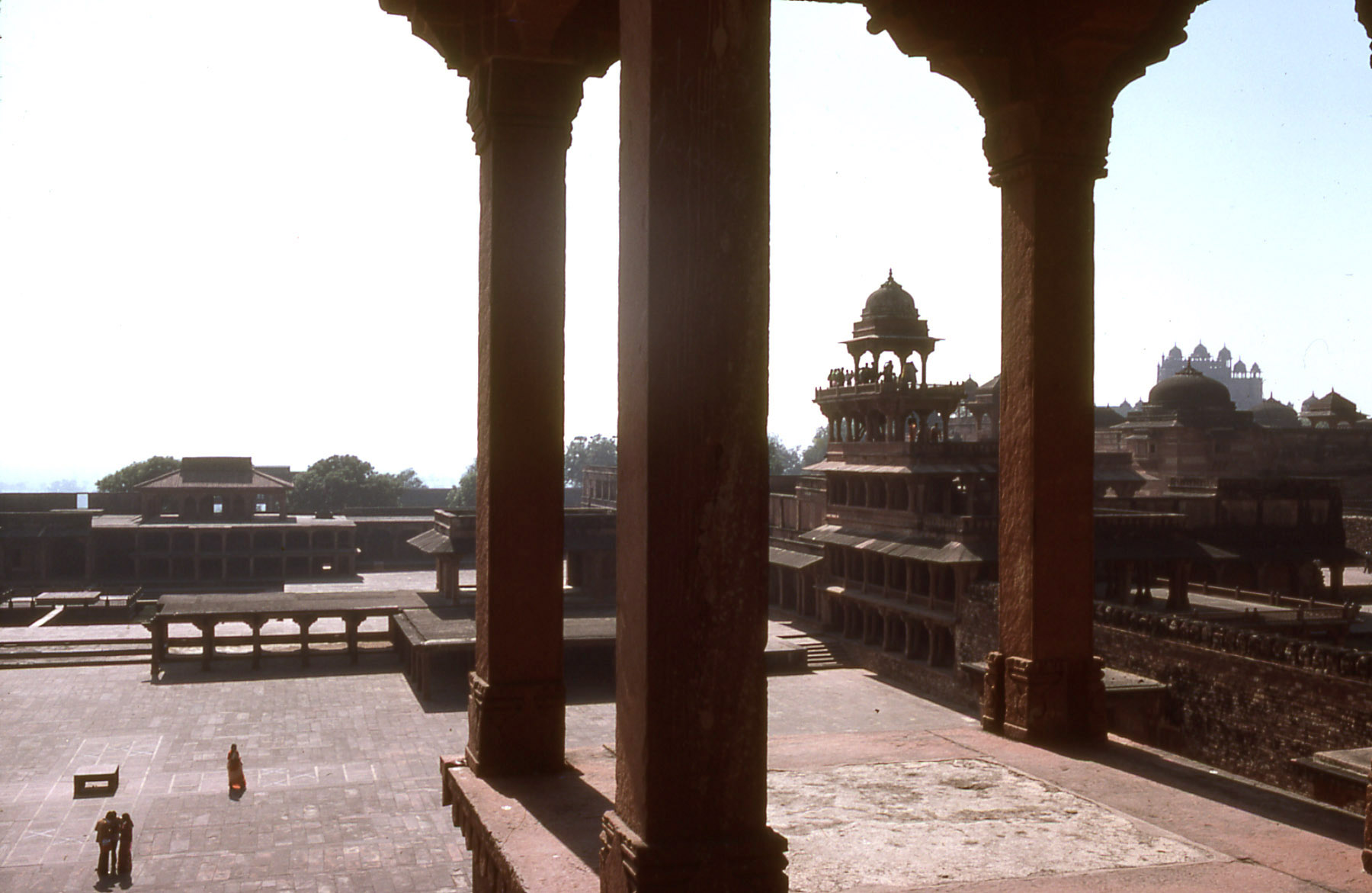
Vista des de Fatehpur Sikri
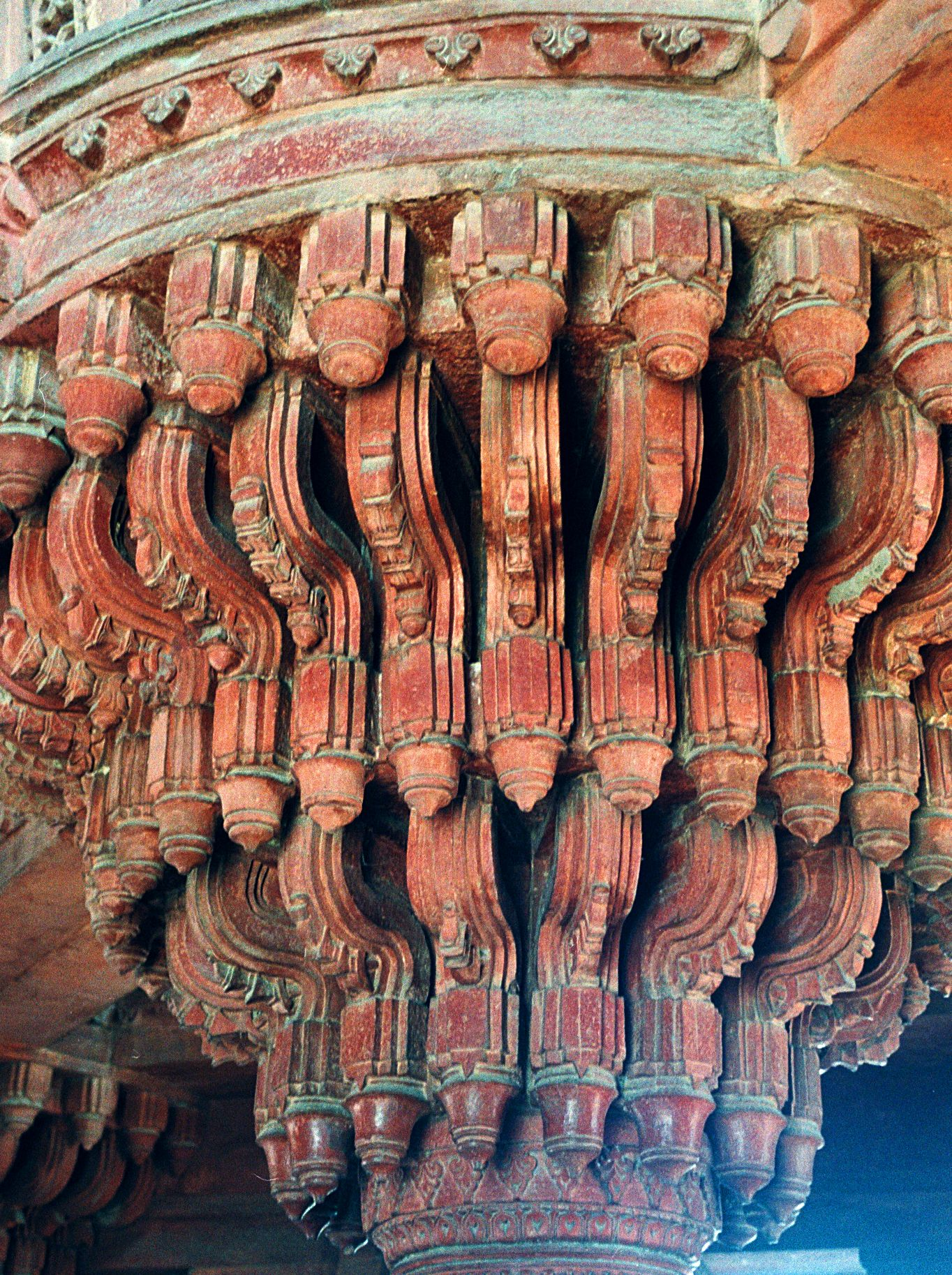
Diwan-i-Khas, pilar central